# Schloss Ringberg

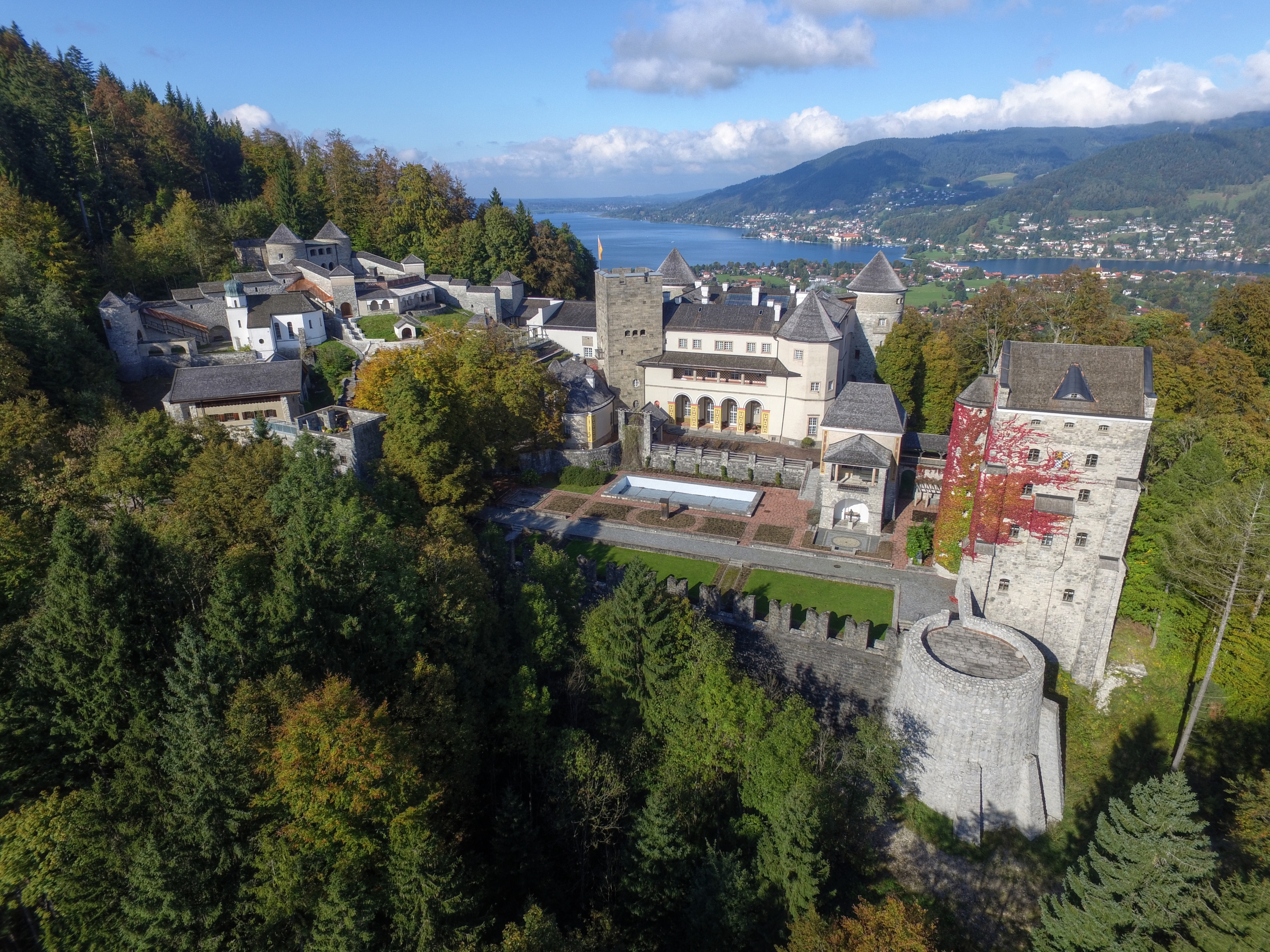
Schloss Ringberg vor dem Tegernsee

Schloss Ringberg ist ein Gebäude auf halber Höhe des Ringbergs in den Tegernseer Bergen, 1,7 km (Luftlinie) südlich des Tegernsees bzw. dessen südwestlicher Bucht namens Ringsee, auf einer Höhe von 905,9 Metern Meereshöhe. Es befindet sich auf dem Gebiet der Gemeinde Kreuth und wird heute als Tagungsstätte der Max-Planck-Gesellschaft (MPG) genutzt. Die Anlage ist unter der Aktennummer D-1-82-124-16 als denkmalgeschütztes Baudenkmal des Kreuther Ortsteils Oberhof verzeichnet.
Bauherr von 1912 bis zu seinem Tod im Jahre 1973 war Luitpold Emanuel Herzog in Bayern (1890–1973).

## Geschichte
Luitpold Emanuel Herzog in Bayern war ein Sohn von Herzog Max Emanuel in Bayern und starb als letzter leiblicher Spross einer Nebenlinie der Wittelsbacher, der Herzöge in Bayern. Der studierte Kunsthistoriker war der bislang letzte Wittelsbacher – einer an Bauherren aller Epochen reichen Dynastie –, der seine „Schlossbauleidenschaft“ konsequent ausgelebt hat. Bereits 1911 hatte sich der 21-jährige Herzog entschlossen, auf dem Ringberg zwischen Rottach-Egern und Kreuth, wo seine Familie umfangreichen Grundbesitz hatte, ein Schloss zu erbauen. In der Spätzeit der Monarchie war dies nicht völlig abwegig, so verwirklichte etwa der Architekt Bodo Ebhardt zahlreiche Schlossbauprojekte, unter anderem die Hohkönigsburg im Elsass für Kaiser Wilhelm II. Zur Finanzierung des Projektes, das sich über 60 Jahre hinzog, verwendete der Herzog sein Privatvermögen und verkaufte das Neue Schloss Biederstein in München-Schwabing und das Schloss Possenhofen am Starnberger See sowie die dortigen ausgedehnten Waldungen.
Trotz der langen Bauzeit waren bis 1973 nur wenige Räume des Schlosses bewohnbar; außer einem Hausmeisterehepaar und dem „Hauskünstler“ Friedrich Attenhuber (1877–1947) wohnte bis 1973 niemand auf dem Schloss. Von Attenhuber stammen alle Bilder im Schloss, sowohl Gemälde und Zeichnungen als auch Wandgemälde. Auch ein großer Teil der Einrichtung ist von Attenhuber entworfen – das Schloss ist insofern eines der seltenen Gesamtkunstwerke. Sowohl die Architektur als auch die Inneneinrichtung des Schlosses, die im Original in einigen Teilen erhalten ist, ist eine eigenwillige Mischung aus zahlreichen Stilen vor allem aus dem Mittelalter, dem Barock und dem Jugendstil.

## Das Schloss als Tagungshaus

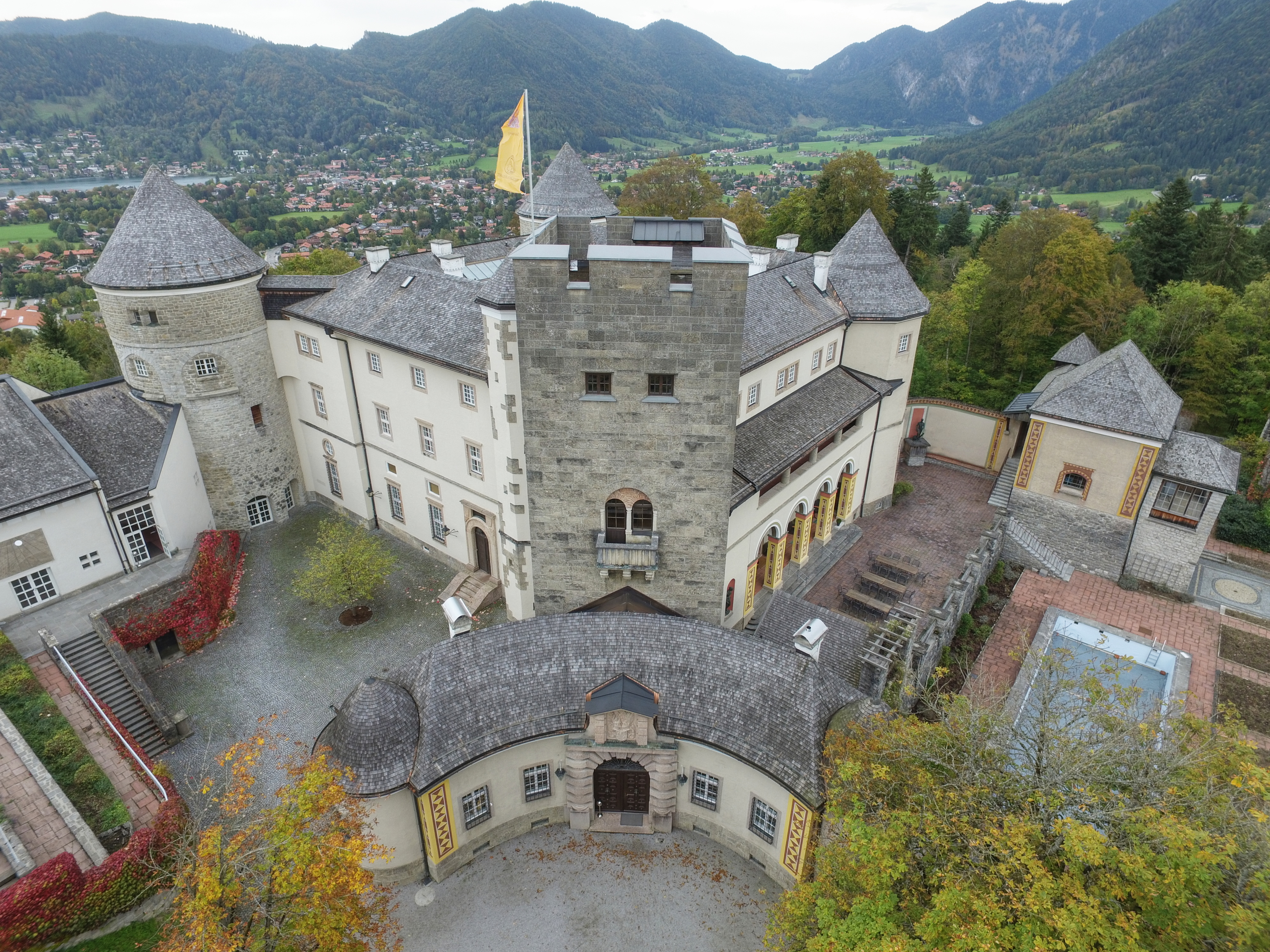
Eingang von Schloss Ringberg

Im Jahr 1967 wurde ein Erbschaftsvertrag zwischen Luitpold Herzog in Bayern und der Max-Planck-Gesellschaft geschlossen, der festlegte, dass das Schloss nach dem Tod des Herzogs an die MPG fallen würde. Für den Bauunterhalt vererbte er der MPG auch ein weiteres Barvermögen, aus dem noch heute nötige Renovierungsarbeiten bestritten werden. Nach dem Erbfall 1973 wurde das Schloss zunächst bis etwa 1980 für kleine Tagungen von Wissenschaftlern vorwiegend der Max-Planck-Gesellschaft, aber auch etwa der Technischen Universität München genutzt. Zwischen 1980 und 1983 wurde das Schloss mit Mitteln aus einer Spende der Münchner Rückversicherungs-Gesellschaft ausgebaut. Der Neubau eines Vortragssaales für rund 60 Personen erfolgte auf der Grundlage von Plänen des Münchener Architekten Otto Meitinger. Nach dem Ausbau erfolgte 1983 die Eröffnung des Schlosses durch Reimar Lüst, den damaligen Präsidenten der Max-Planck-Gesellschaft.
Über Otto Meitinger war das Schloss in den 1960er-Jahren auch zur Max-Planck-Gesellschaft gekommen: Er hatte als Mitarbeiter der Bayerischen Schlösserverwaltung ein Gutachten über die Denkmalwürdigkeit des Schlosses erstellt. Luitpold Herzog in Bayern wollte das Schloss seit den 1950er-Jahren als „letztes Denkmal der Romantik“ anerkennen lassen. Zwischen 1963 und 1976 war Meitinger dann Leiter der Bauabteilung der Max-Planck-Gesellschaft und vermittelte so den Erbschaftsvertrag zwischen dem Herzog und der MPG.
Erst 1973 wurde das Schloss nach dem Erlass des Bayerischen Denkmalgesetzes als Denkmal anerkannt. Das Schloss ist alle zwei Jahre an einem Tag der offenen Tür für die Öffentlichkeit zugänglich. Am 24. Juni 2023 besuchten rund 3500 Besucher das Schloss und die wissenschaftlichen und kulturellen Begleitveranstaltungen.
Leiter der Tagungsstätte war ab 1983 Axel Hörmann, seit 2009 ist Jochen Essl deren Leiter. Die Tagungsstätte verfügt über ein Team von 15 Mitarbeitern.

## Abbildungen

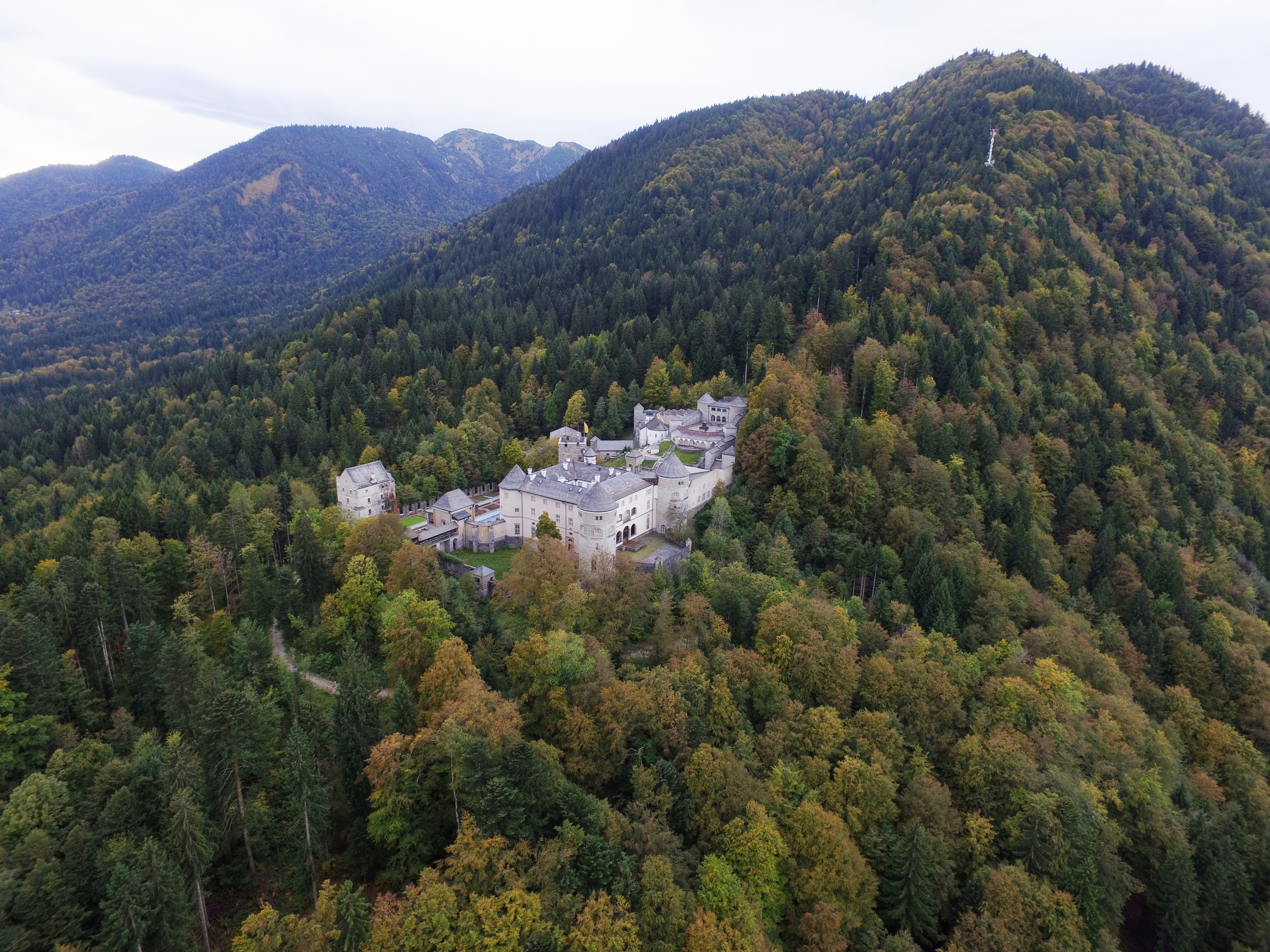
Schloss vor Ringspitz
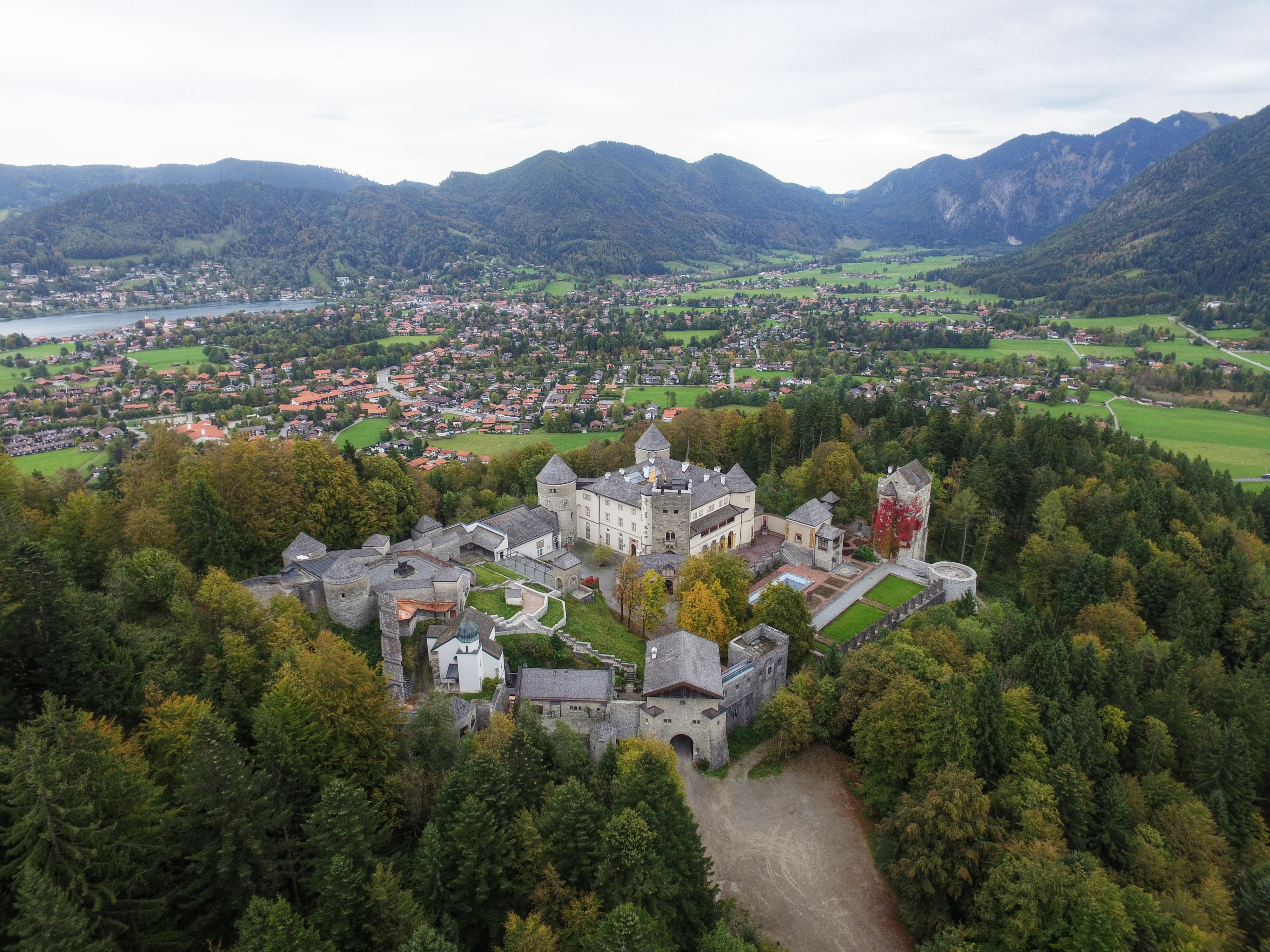
Das Schloss
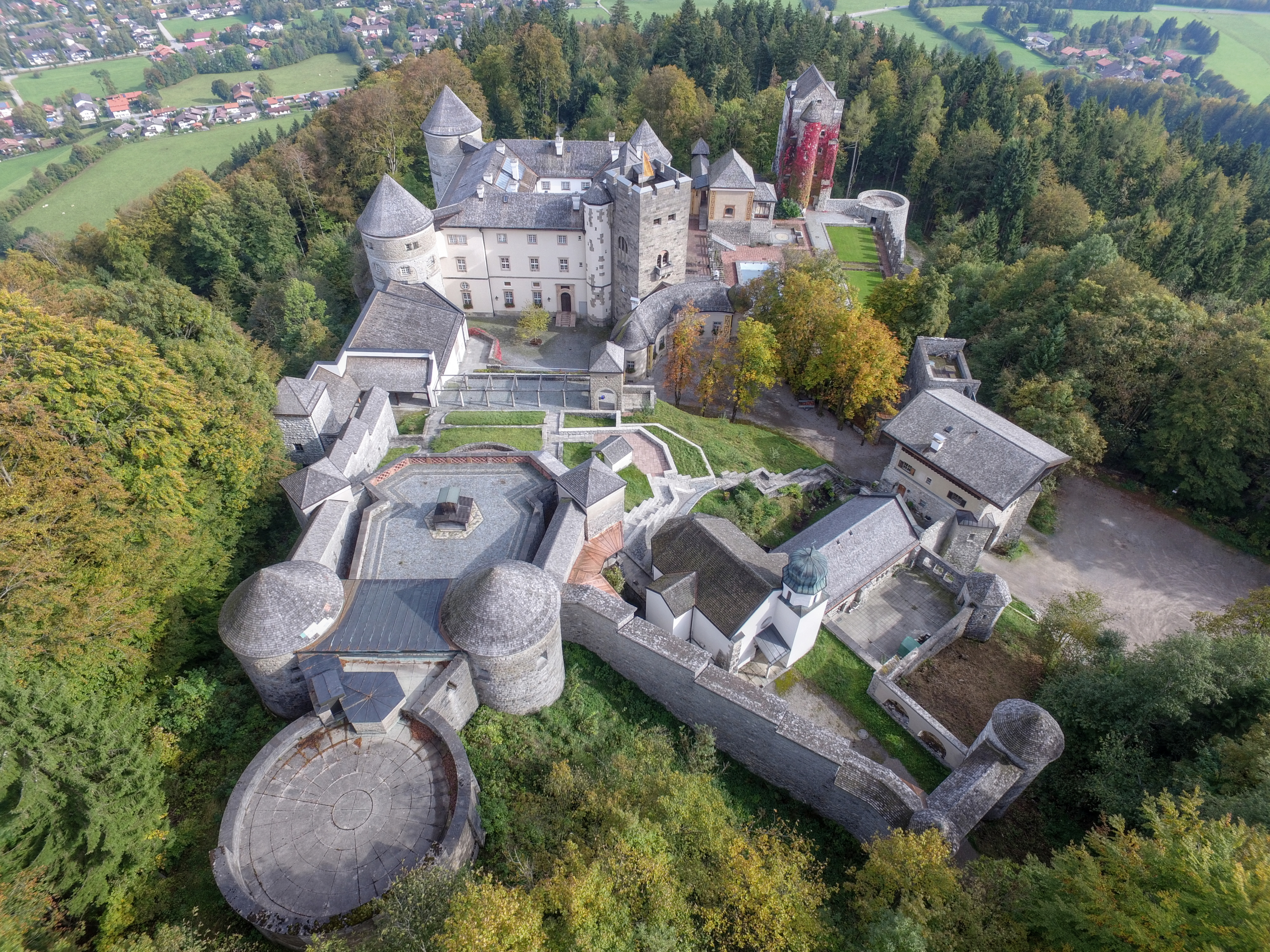
Von Richtung Ringspitz
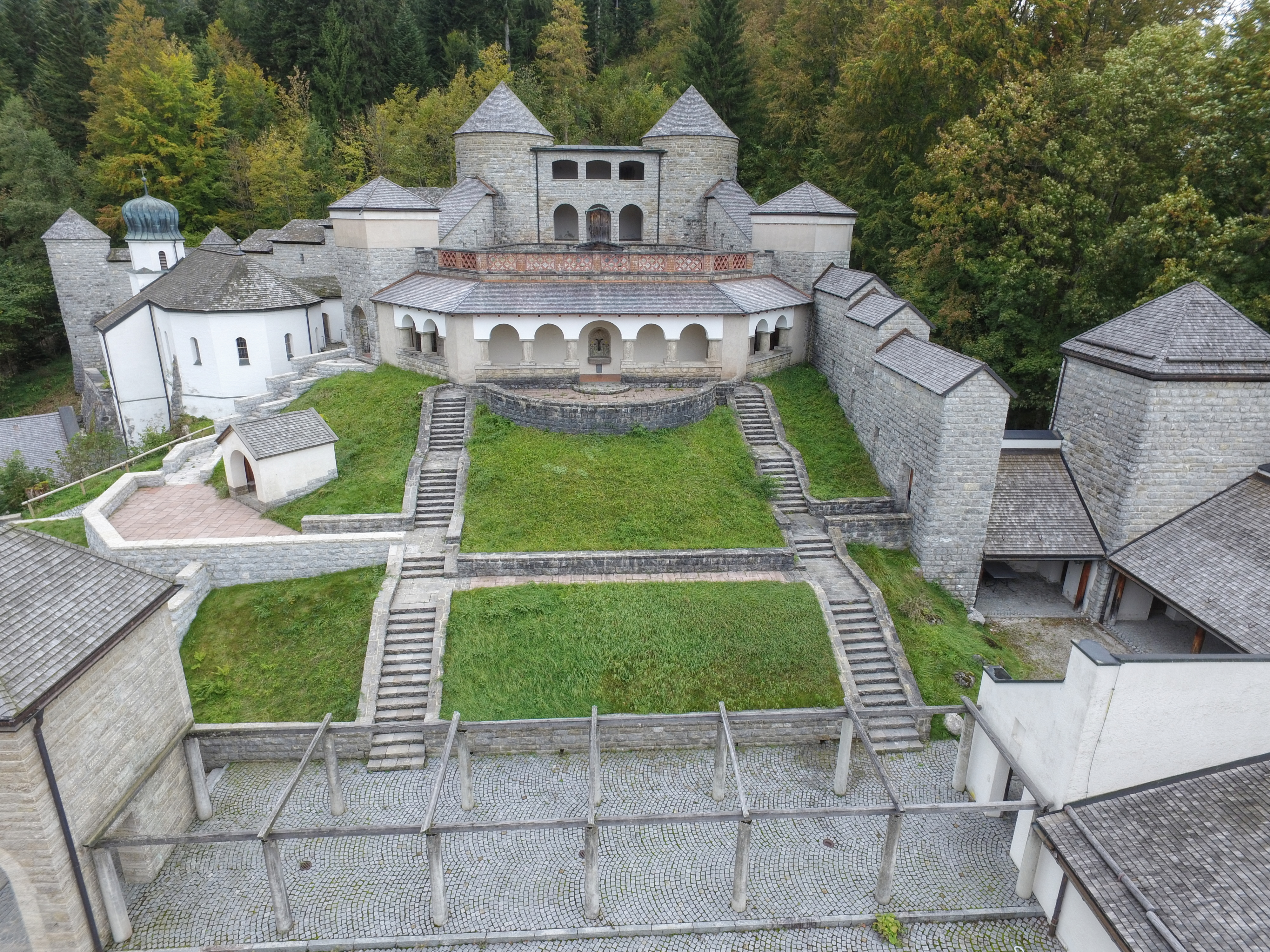
Hügel
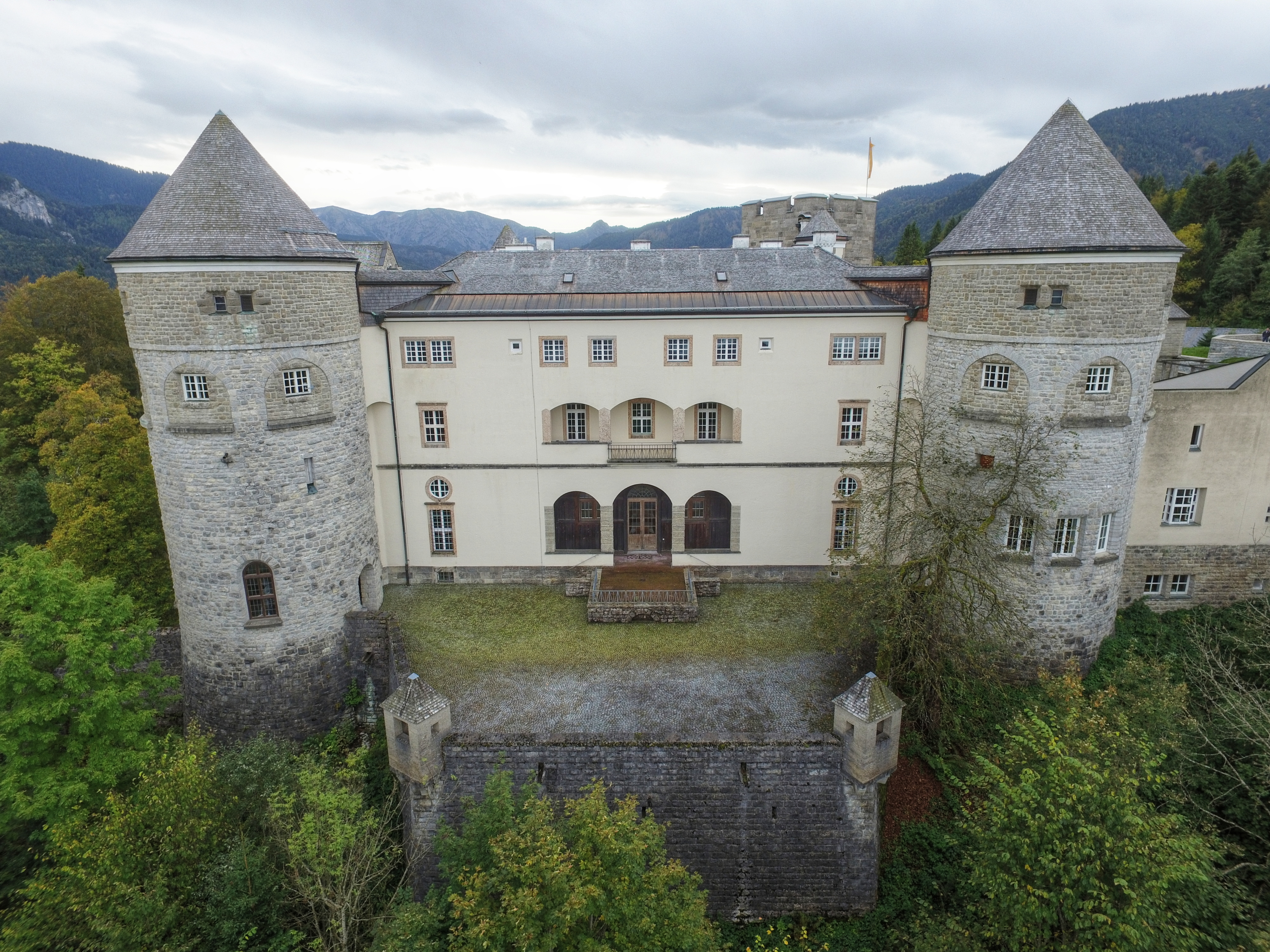
Nordwand
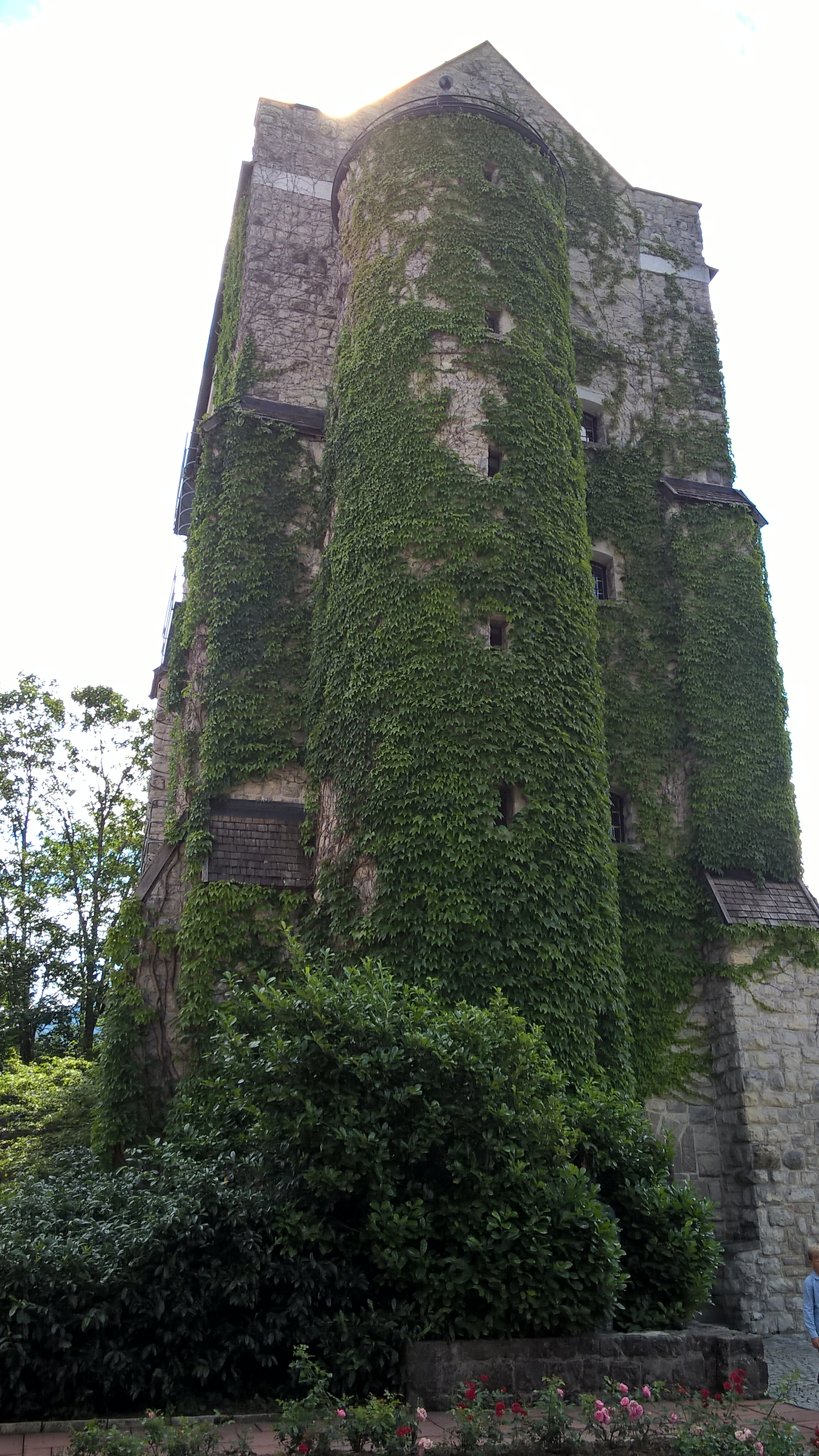
Turm
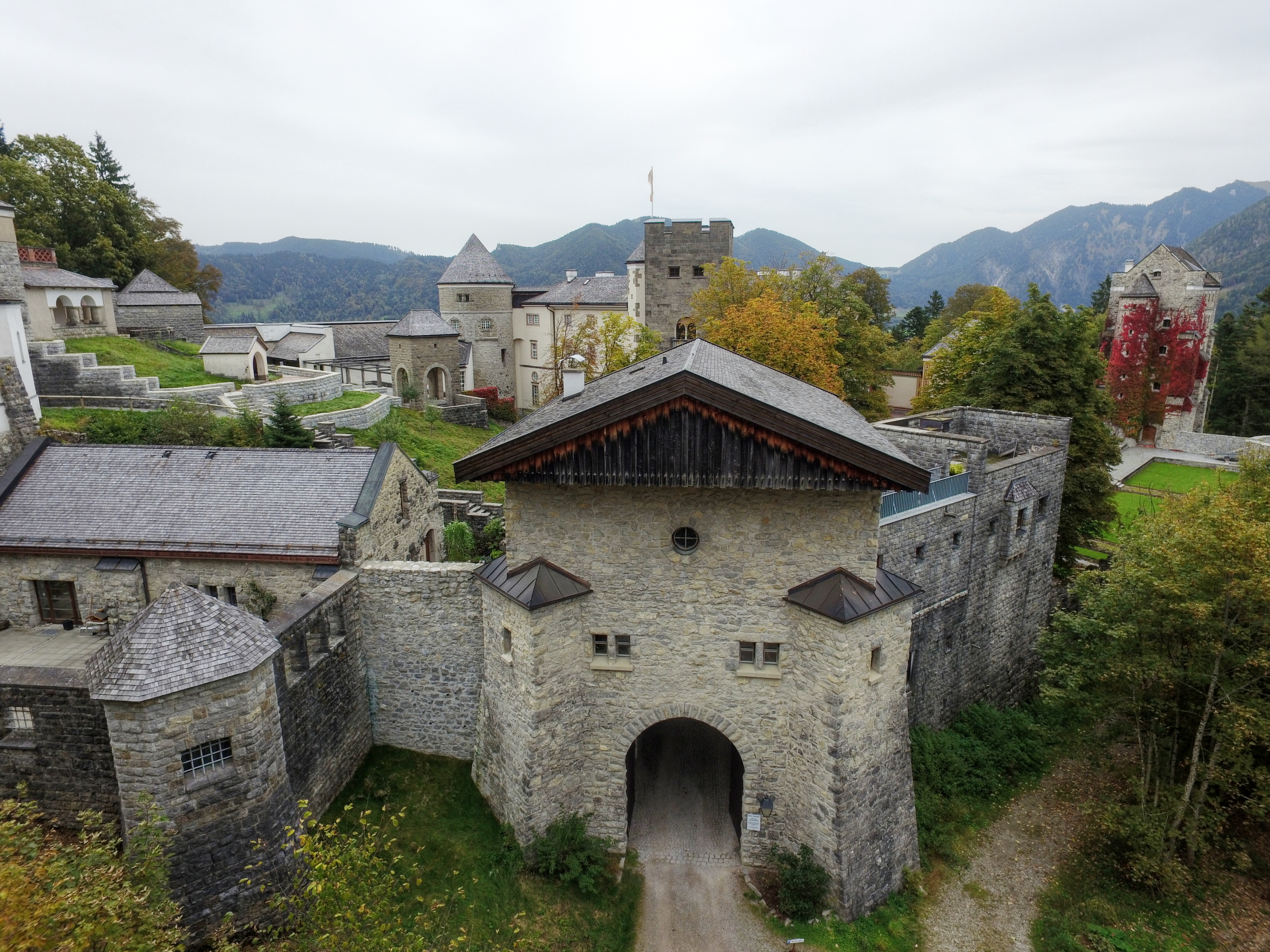
Eingangstor
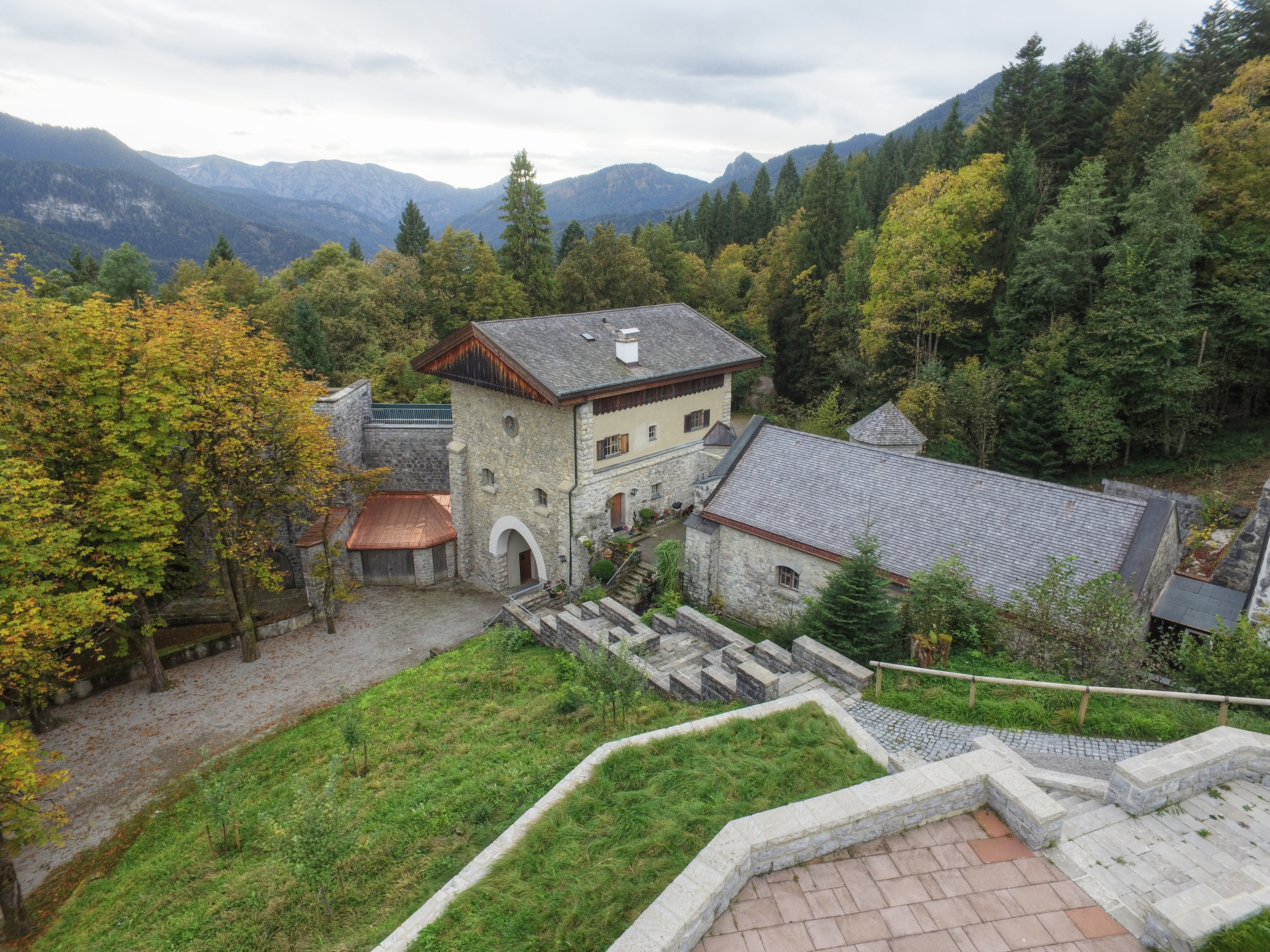
Haus des Schlossherrs
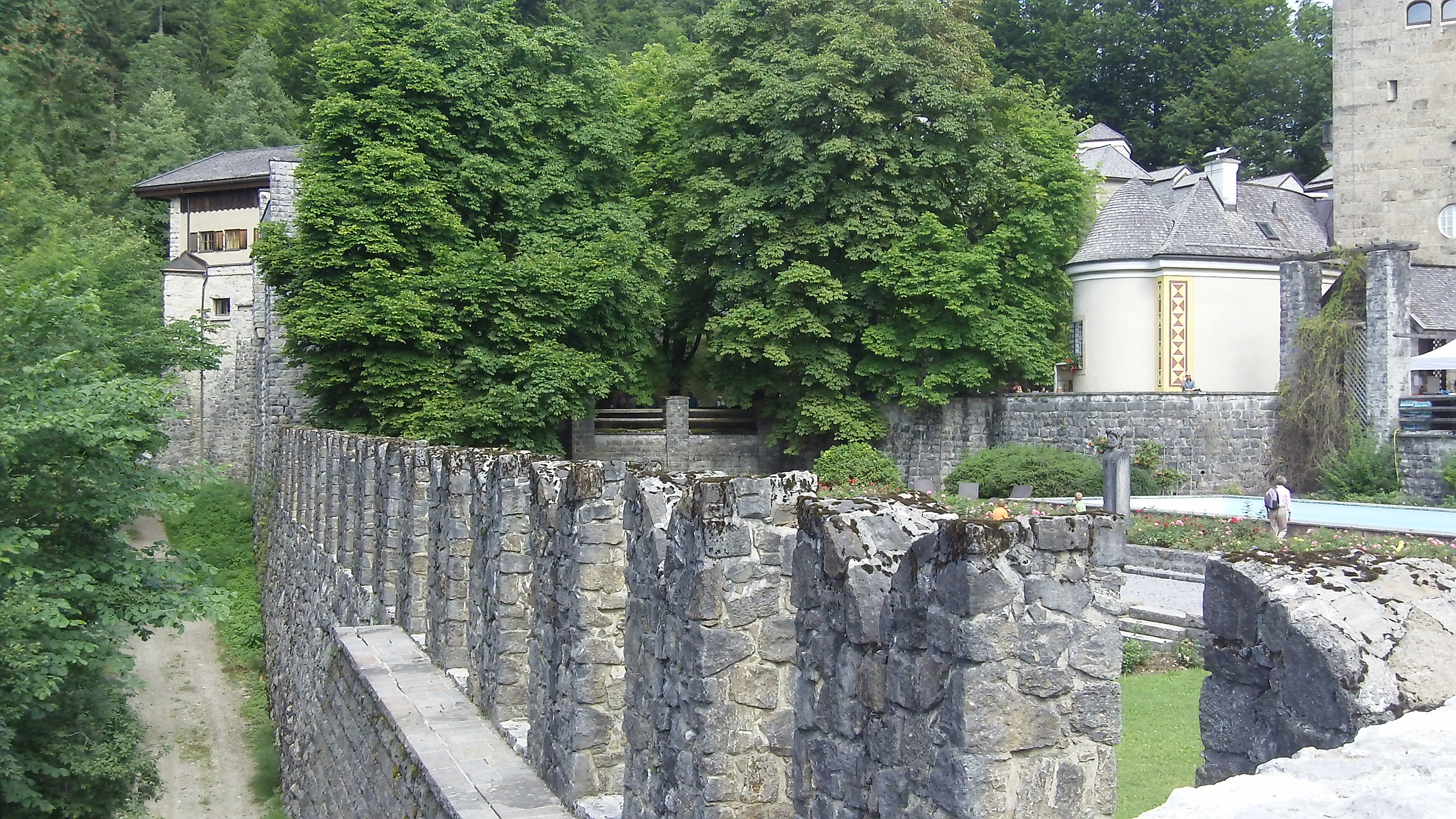
Burgmauer
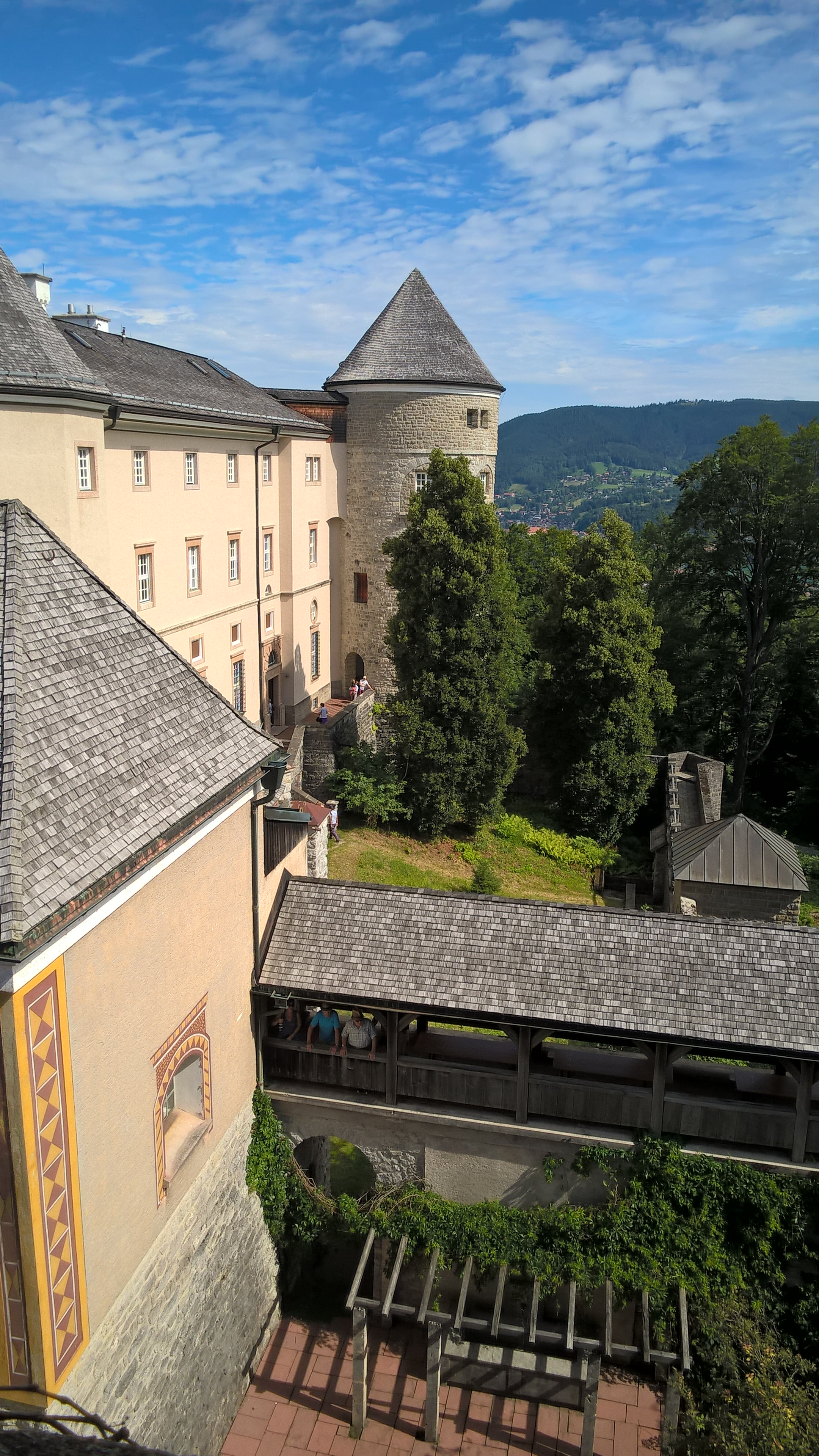
Burganlage